# Жуківка (притока Случі)
Жуківка — річка в Україні, у Звягельському районі Житомирської області. Права притока Случі (басейн Дніпра).

## Опис
Довжина річки приблизно 2,8 км.

## Розташування
Бере початок на південному заході від Слободи-Романівської. Тече на південний захід через Нову Романівку і впадає у річку Случ, праву притоку Горині.
Річку перетинають автомобільні дороги E40, М06.